# Tsuruya Kōkei
Tsuruya Kōkei (japanisch 弦屋 光渓; * Juli 1946 in Chigasaki, Präfektur Kanagawa) ist ein zeitgenössischer japanischer Holzschnittkünstler, der vor allem für seine Kabuki-Darstellungen bekannt ist. 1985 bezeichnete ihn der Kunsthändler Robert Sawers wegen seiner ausdrucksstarken Schauspieler-Portraits als modernen Sharaku.

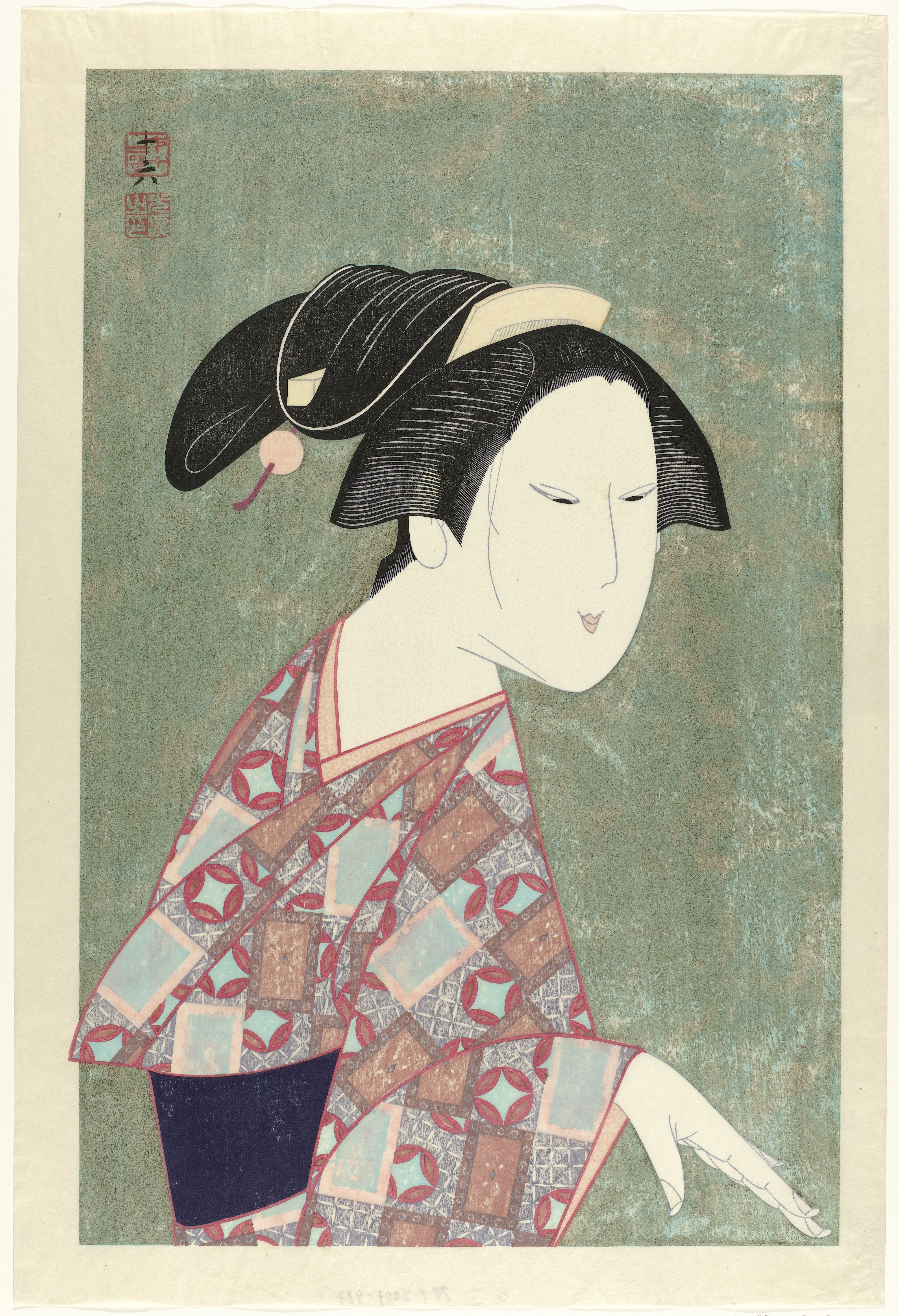
Tsuruya Kōkei, Das Alter der alten Frauen aus dem Stück Toshima (「年増」の年増), 1990

## Leben
Tsuruya Kōkei, mit bürgerlichem Namen Mitsui Gen (三井 弦), wurde 1946 in Chigasaki, Kanagawa, Japan, geboren. Er wuchs in Shinjuku, Tōkyō, auf. Sein Vater war Maler, und sein Großvater war der westliche Maler und Druckgrafiker Nakazawa Hiromitsu (中澤 弘光), der sich auf Landschaftsserien spezialisiert hatte.
Kōkei besuchte die Waseda-Universität und begann nach seinem Abschluss als Holzschnittkünstler zu arbeiten. 1978 entschloss er sich, mit der Produktion von Yakusha-e (役者絵, Schauspielerdrucke) zu beginnen, inspiriert von der Kabuki-Theatertradition. Im selben Jahr stellte er seine Werke in der Kabukiza Theatre Gallery aus, womit seine Karriere als Holzschnittkünstler lanciert wurde. Kōkei skizzierte seine Bildmotive in den Proben und den ersten Tagen der Aufführungen im Kabukiza-Theater und produzierte danach die Holzdrucke innerhalb von 10–15 Tagen, sodass sie während der zweiten Hälfte der 25 Tage dauernden Aufführungen zum Verkauf angeboten werden konnten. Das Publikum kaufte die Drucke vor Ort. Diesen Modus setzte er setzte bis zum Jahr 2000 fort und produzierte in dieser Zeit über 200 Werke.
Er wurde für seine Arbeiten international bekannt und nahm an zahlreichen Ausstellungen teil, darunter im British Museum (Großbritannien), dem Pacific Asia Museum (USA) und der Redfern Gallery (London). Viele seiner Werke wurden in renommierte Sammlungen aufgenommen.
Ab 2003 zog Tsuruya Kōkei nach Atami in der Präfektur Shizuoka und begann mit einer Serie von Selbstporträts. Diese Serie wurde als Loneliness bekannt und stellt eine Abkehr von seinen traditionellen Arbeiten mit Schauspielerdrucken dar. In den letzten Jahren seiner Karriere produzierte er die Serie Fünf Stile der Banzai-Ukiyo-e, in welcher die klassischen Ukiyo-e Künstler Katsushika Hokusai, Hiroshige, Kuniyoshi, Kunisada und Yoshitoshi portraitiert werden.

## Werke
Tsuruya Kōkei ist bekannt für seine ausdrucksstarken Kabuki-Darstellungen, die die Dramaturgie und Emotionen der Schauspieler festhalten. Zu seinen bekanntesten Serien gehören Kabuki Actor Prints und Five Subjects Dedicated to Arcimboldo.

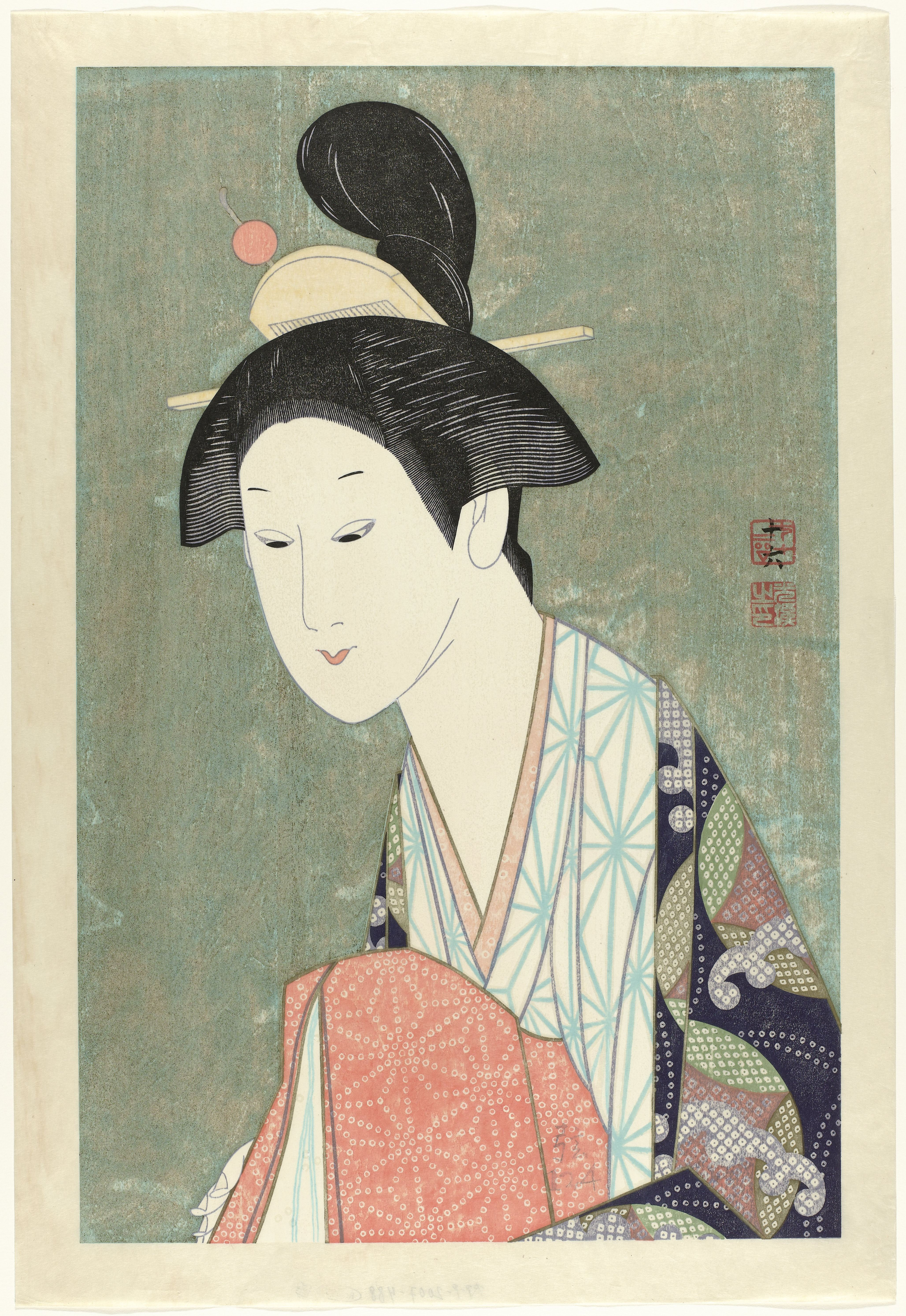
Tsuruya Kōkei, Die Tayū von ‚Futari Wakikyū‘ (「二人椀久」の太夫), 1990

Zu seinen wesentlichen Veröffentlichungen gehören:
- Tsuruya Kōkei: Kabuki Actor Prints (1988) – Katalog einer Ausstellung im British Museum
- Tsuruya Kōkei: The Complete Woodblock Prints (2000) – Katalog zu seiner Werkserie
- Tsuruya Kōkei: Three Decades to Draw a Face (2008) – Ausstellungskatalog zum 30-jährigen Jubiläum seiner Karriere

## Ausstellungen
Zu seinen wichtigsten Ausstellungen gehören:
- 1988: Kabuki Actor Prints im British Museum
- 1990: Kabuki Actor Prints at the British Museum im Rahmen der Eröffnung des japanischen Galeriebereichs im Museum
- 1994: Japanese Prints from Taisho and Showa Periods im British Museum
- 2000: Tsuruya Kōkei: The Complete Woodblock Prints im Hiraki Ukiyo-e Museum
- 2011: Tsuruya Kōkei: Actor Woodblock Prints in der Bunkamura Gallery, Tōkyō
- 2013: Exhibition of Tsuruya Kōkei in der Citizens Gallery in Sakura City Museum of Art